# Scorpia
Scorpia è un personaggio del cartone animato statunitense She-Ra, la principessa del potere del 1985. È stata doppiata in originale da Linda Gary, mentre in Italia da Melina Martello. Nel reboot del 2018 She-Ra e le principesse guerriere è stata doppiata in originale da Lauren Ash, mentre in Italia da Gemma Donati.

## Biografia del personaggio
Scorpia è un membro delle orde infernali, che vive nel Crimson Waste, dove comanda su un gruppo di schiavi e possiede un proprio castello, il che può far pensare che Scorpia sia una figura abbastanza potente su Etheria. O almeno che possa esserlo stata prima che il pianeta cadesse sotto il giogo di Hordak. Scorpia, difatti, fra le orde infernali è soltanto uno dei tanti gregari di Hordak: era subalterna di Adora e, subito dopo la diserzione di quest'ultima, lo diventerà di Catra. Le sue armi principali sono la sua coda a tenaglia di scorpione, e le sue mani a forma di chele. Tuttavia la sua coda è anche uno dei suoi principali punti deboli, dato che spesso She-Ra (come d'altronde He-Man) per metterla fuori gioco, la afferra proprio da lì e la scaraventa rovinosamente lontana con comica tecnica tipo lancio del martello.
Non è molto intelligente, e non sembra andare molto d'accordo con gli altri membri femminili delle orde, soprattutto Catra.
Scorpia ha anche un mezzo di locomozione proprio, il crawler, un carro armato a forma di scorpione. Uno dei poteri del crawler è lanciare potenti laser dalla coda.